# Rye, Colorado
Rye är en kommun (town) i Pueblo County i Colorado.  Enligt 2010 års folkräkning hade Rye 153 invånare.